# Lotononis stolzii
Lotononis stolzii är en ärtväxtart som beskrevs av Hermann August Theodor Harms. Lotononis stolzii ingår i släktet Lotononis och familjen ärtväxter. Inga underarter finns listade i Catalogue of Life.